# Hall of Fame Tennis Championships 2012
L'Hall of Fame Tennis Championships 2012 (conosciuto anche con il nome di Campbell Hall of Fame Tennis Championships per ragioni di sponsor) è stato un torneo di tennis giocato su campi in erba all'aperto. È stata la 37ª edizione del torneo appartenente alla categoria ATP World Tour 250 series nell'ambito dell'ATP World Tour 2012. Si è disputato all'International Tennis Hall of Fame di Newport, Rhode Island, negli Stati Uniti, dal 9 al 15 luglio 2012.

## Partecipanti ATP

### Teste di serie
| Giocatore          | Nazionalità | Ranking* | Testa di serie |
| ------------------ | ----------- | -------- | -------------- |
| John Isner         | Stati Uniti | 10       | 1              |
| Kei Nishikori      | Giappone    | 20       | 2              |
| Milos Raonic       | Canada      | 22       | 3              |
| Denis Istomin      | Uzbekistan  | 39       | 4              |
| Alex Bogomolov Jr. | Russia      | 46       | 5              |
| Ryan Harrison      | Stati Uniti | 48       | 6              |
| Donald Young       | Stati Uniti | 51       | 7              |
| Gilles Müller      | Lussemburgo | 53       | 8              |

* Le teste di serie sono basate sul ranking del 25 giugno 2012.

### Altri partecipanti
I giocatori seguenti hanno ricevuto una wild card per l'ingresso nel tabellone principale singolare:
- Ryan Harrison
- Lleyton Hewitt
- Jack Sock

I giocatori seguenti hanno superato tutti i turni di qualificazione per il tabellone principale singolare:

- Benjamin Becker
- Serhij Bubka
- Tim Smyczek
- Izak van der Merwe

## Campioni

### Singolare maschile
John Isner ha sconfitto in finale  Lleyton Hewitt per 7-6(1), 6-4.
- È il quarto titolo in carriera per Isner, il primo nel 2012.

### Doppio maschile
Santiago González /  Scott Lipsky hanno sconfitto in finale  Colin Fleming /  Ross Hutchins per 7–6(3), 6-3.